# Chief Master Sergeant of the Air Force

CMSAF-Abzeichen

Chief Master Sergeant of the Air Force (CMSAF) ist der höchste Unteroffizierdienstgrad der US Air Force. Es gibt jeweils nur einen Non Commissioned Officer, der diesen Rang und gleichzeitig diese Dienststellung innehat. Er ist der Senior Enlisted Advisor des Chief of Staff of the Air Force (CSAF).

## Aufgaben
Der CMSAF ist der Vorgesetzte des Unteroffizierkorps der US Air Force und gehört dem Stab des Chief of Staff of the Air Force an. Der CMSAF ist der Sprecher der Unteroffiziere und Beauftragter ihrer Belange. Er wird nach der Besoldungsgruppe E-9 (NATO-Rangcode OR-9) entlohnt.
Am 1. November 2004 wurde das Rangabzeichen des CMSAF geändert. Nun beinhaltet es das Große Siegel der USA und zwei Sterne im oberen Abschnitt, während der Lorbeerkranz darunter unverändert blieb, um die Tradition des Abzeichens zu erhalten.
Der CMSAF ist zwar ein Unteroffizier, im Protokoll steht er jedoch über einem Lieutenant-General der Air Force.

## Liste
| Nr. | Name               | Beginn der Berufung | Ende der Berufung |
| --- | ------------------ | ------------------- | ----------------- |
| 20  | David A.Flosi      | 2024                |                   |
| 19  | JoAnne S. Bass     | 2020                | 2024              |
| 18  | Kaleth O. Wright   | 2017                | 2020              |
| 17  | James Cody         | 2012                | 2017              |
| 16  | James A. Roy       | 2009                | 2012              |
| 15  | Rodney J. McKinley | 2006                | 2009              |
| 14  | Gerald R. Murray   | 2002                | 2006              |
| 13  | Frederick J. Finch | 1999                | 2001              |
| 12  | Eric W. Benken     | 1996                | 1999              |
| 11  | David J. Campanale | 1994                | 1996              |
| 10  | Gary R. Pfingston  | 1990                | 1994              |
| 9   | James C. Binnicker | 1986                | 1990              |
| 8   | Sam E. Parish      | 1983                | 1986              |
| 7   | Arthur L. Andrews  | 1981                | 1983              |
| 6   | James M. McCoy     | 1979                | 1981              |
| 5   | Robert D. Gaylor   | 1977                | 1979              |
| 4   | Thomas N. Barnes   | 1973                | 1977              |
| 3   | Richard D. Kisling | 1971                | 1973              |
| 2   | Donald L. Harlow   | 1969                | 1971              |
| 1   | Paul W. Airey      | 1967                | 1969              |

|                         |                                     |                             |
| CMSAF von 1967 bis 1991 | CMSAF von 1991 bis 31. Oktober 2004 | CMSAF seit 1. November 2004 |